# Elvar
Elvar ist ein männlicher Vorname.

## Herkunft und Bedeutung
Der Name stammt aus dem skandinavischen Raum und kommt insbesondere in Island, aber auch in Norwegen, Schweden, Dänemark und auf den Färöern vor. Elvar wird als zweigliedriger Name aus altnordisch alfr (der Elf) und arr (der Krieger) oder von altnordisch elfar (die Flüsse) abgeleitet. Auch als Variante der Namen Alvar und Elver sowie als männliche Form des Namens Elva wird Elvar hergeleitet.

## Bekannte Namensträger
- Bo Elvar Jørgensen (* 1963), dänischer Fußballspieler
- Elvar Ásgeirsson (* 1994), isländischer Handballspieler
- Elvar Már Friðriksson (* 1994), isländischer Basketballspieler
- Elvar Örn Jónsson (* 1997), isländischer Handballspieler
- Elvar Ólafsson (* 1997), isländischer Eishockeyspieler
- Elvar Ingi Vignisson, isländischer Fußballspieler